# Jean de la Foret
Jean de la Forêt of Jean de La Forest (†1537) was de eerste officiële Franse ambassadeur in het Ottomaanse rijk, van april 1535 tot aan zijn dood.

## Context
Na de Slag bij Pavia (1525) werd koning Frans I van Frankrijk gevangengenomen door Keizer Karel V. Sindsdien was hij op zoek naar bondgenoten om oorlog te voeren tegen de Habsburgse monarchie. Na het debacle van Tunis in 1535 werd de Franco-Ottomaanse Alliantie gesloten en beide verenigden zich in de Italiaanse Oorlog (1535-1538).
Tussen 1525 en 1535 waren er al toenaderingen geweest in de vorm van capitulaties en handelsverdragen. Diplomaat Antonio Rincon was de eerste die toenadering zocht bij sultan Süleyman I, wat leidde tot het oprichten van een ambassade van het Ottomaanse Rijk in Frankrijk en omgekeerd.
Jean de la Forêt was voor hij secretaris werd van Frans I, abt van de abdij Saint-Pierre-le-Vif van Sens. In april 1535 arriveerde hij in de hoofdstad Constantinopel, samen met zijn neef Charles de Marillac en de geleerde Guillaume Postel. Hij werd opgedragen om handelsprivileges te vinden, evenals religieuze regelingen en militaire overeenkomsten tussen Frankrijk en het Ottomaanse rijk te sluiten. Hij vergezelde Süleyman in 1536 naar Azerbeidzjan in de Ottomaanse oorlog tegen de Safaviden van Perzië. Het jaar erop stierf hij in Constantinopel, hij werd opgevolgd door Antonio Rincon.